# Лоренс Парк (Пенсилванија)
Лоренс Парк (енгл. Lawrence Park) насељено је место без административног статуса у америчкој савезној држави Пенсилванија.

## Демографија
По попису из 2010. године број становника је 3.982, што је 66 (-1,6%) становника мање него 2000. године.
| Група             | 2000.         | 2010.         |
| Белци             | 3.970 (98,1%) | 3.776 (94,8%) |
| Афроамериканци    | 21 (0,5%)     | 76 (1,9%)     |
| Азијати           | 9 (0,2%)      | 9 (0,2%)      |
| Хиспаноамериканци | 33 (0,8%)     | 77 (1,9%)     |
| Укупно            | 4.048         | 3.982         |